# Galvão Modesto
Reinaldo Galvão Modesto (Corumbá, 11 de março de 1942 – Campo Grande, 29 de setembro de 2013) foi um engenheiro agrônomo e político brasileiro, outrora senador por Rondônia.

## Dados biográficos
Filho de Eulino Fernandes Modesto e Herculana Galvão Modesto. Engenheiro agrônomo formado em 1967 na Universidade Federal Rural do Rio de Janeiro, foi técnico do Instituto Nacional de Colonização e Reforma Agrária (INCRA) atuando em Ji-Paraná após transferir-se para Rondônia em 1974. Coordenador regional do INCRA na Região Norte, atuou no Amazonas e em Rondônia, onde foi coordenador do instituto a convite do governador Jorge Teixeira. Eleito senador pelo PDS em 1982, votou em Paulo Maluf no Colégio Eleitoral em 1985, mas nada que o impedisse de migrar para o PDT e o PMDB antes de disputar um novo mandato pelo PFL em 1986, mas não foi reeleito.
Disputou sua última eleição em 1990 como candidato a deputado estadual pelo PRN, mas não venceu. Retornou ao INCRA ocupando cargos de direção na superintendência do órgão em Rondônia.